# Османський Кіпр
Османський Кіпр — період панування Османської імперії на острові Кіпр. Спочатку перебував у статусі Кіпрського бейлербейства, потім еялету Кіпр (осман. ایالت قبرص)  у 1571—1670 та 1745—1748 роках, що утворився внаслідок захоплення османськими військами острова Кіпр, що тоді належав Венеційській республіці. У 1861—1868 та 1870—1914 роках був мутасаррифатом Кіпр. З 1878 року перебував під фактичною владою Великої Британії. 1914 року офіційно анексовано останньою. Нині це територія Республіки Кіпр і невизнаної держави Республіка Північний Кіпр.

## Історія

### Перший Еялет
Влітку 1570 року османські війська висадилися на острові. 9 вересня, після 45-денної облоги, впала Нікосія, а 1 серпня 1571 року капітулювала остання венеційська фортеця на Кіпрі — Фамагуста. Вже у 1571 році було утворено Кіпрське бейлербейство. За умовами підписаного в 1573 році мирної договору Венеція відмовилася від усіх претензій на Кіпр. Першим головою став завойовник Кіпру Лала Мустафа-паша. У 1591 році перетворено на еялет.
Перші бейлербеї побудували численні мечеті, мазеїди, церкви, громадські ванни, базари, караван-сараї, медресе, школи та бібліотеки. Османська архітектура на Кіпрі тісно пов'язана з основною османською архітектурою, але має вплив візантійського та готичного стилю. Яскравими прикладами стали мечеті Лала Мустафа-паша в Фамагусті (перероблений собор Святого Миколаю, кіпрський аналог Реймського собору) та Селіміє в Нікосії (перероблений собор Святої Софії).
Кіпр не був популярним у турецьких колоністів: острів вважався нездоровим через епідемії малярії і тому сюди прибували переважно засланці та каторжники. Погане управління островом призвело до численних повстань, в яких брало участь як грецьке, так і бідне турецьке населення. За період від 1572 до 1668 року сталося 28 повстань, які були придушені.

### Санджак
Щоб змінити ситуацію, в 1670 році на пропозицію великого візира Фазіля Ахмеда Кепрюлю було ліквідовано Кіпрський еялет, замість чого його перетворено на санджак у складі еялету Архіпелаг.
Втім, це не розв'язало соціальних проблем. Потужне повстання у 1680-х роках на чолі з Боязіоглу Мехмед-аґою зумовило потребу поліпшити управління. Це вдалося за часів великих візирів Кепрюлю. У 1703 році Кіпр передано під особисте керування великого візира, який призначав на острів двох керуючих — військового (сераксера) і цивільного (мухассіла). На практиці великий візир продавав ці пости тим, хто пропонував найбільшу ціну. В результаті керуючі намагалися компенсувати свої витрати шляхом підвищення податків, що стягуються з населення острова.

### Другий еялет
У 1745 році острів знову став окремим еялетом, але в 1748 році був повернений під управління великого візира. Більшу частину часу еялетом керував Ебубекір-паша, який сприяв економічному відновленню острова. За час його урядування в районі Ларнаки зведено акведук Камарес (відомий також як акведук Бекір-паши).

### Санджак та мутасаррифат
У 1784 році в якості санджаку повернуто до складу еялету Архіпелаг. В такому статусі кіпр перебував до 1861 року, коли став автономним санджаком (мутасаррифатом) під орудою султанського уряду. Мутасаррифат Кіпр існував до 1868 року, коли знову стає санджаком у складі вілайєту Архіпелаг. Втім у 1870 році статус мутасаррифату було повернуто.
У 1877 році під час заключної стадії російсько-турецької війни війська Великої Британії окупували Кіпр. Починаючи з 1878 року Кіпр, юридично залишаючись у складі Османської імперії (зі статусом мутасаррифату), керувався британським верховним комісаром. Після вступу в 1914 році Османської імперії в Першу світову війну на боці Центральних держав Велика Британія оголосила про анексію Кіпру. Туреччина відмовилася від претензій на Кіпр в 1923 році відповідно до умов Лозаннського мирного договору.

## Адміністрація
Головним містом стала Нікосія. Спочатку Кіпр було поділено на 3 санджаки: Фамагуста, Кіренія та Пафос. Втім, невдовзі до нього додано території на півдні Малої Азії, Кілікії та Сирії, з яких утворено такі санджаки: Алайє, Тартус, Ічель, Сіс, Зюлкадріє і Триполі. З огляду на покращення керування у 1573 році санджак Триполі передано в еялет Дамаск, а 1610 року санджаки Алайє, Тартус, Ічель — в еялет Адана. Також утворено 12 кази (судових округів): Тузла, Лімассол, Епіскопі, Кістрія, Пафос, Кукла, Лефка, Морфу, Хірсофу, Фамагуста, Кіренія та Месаріє. На їх чолі стояв каді, якому допомагали наїби.
Бейлербей (згодом паша) отримував від своєї хаси дохід у 600 тис. акче, санджакбеї — від 200 до 240 тис. акче. Земельні ділянки на Кіпрі стали надаватися командирам і воякам як тімари, завдяки чому Кіпр увійшов до загальної феодальної системи імперії. Утворено 1627 тімарів. Згодом з'явилися зеамети, який нараховувало 38. Загалом Кіпр виставляв 2238 сіпахіїв (не рахуючи їхніх вояків).
Для контролю за мусульманським населенням використовувалася система міллетів, що призвело до зростання авторитету православних архієпископів Кіпру, які стали не лише духовними лідерами, але і представниками всього грецького населення перед владою Османської імперії.

## Демографія
Після османського завоювання в населенні острова відбулися істотні зрушення. Під час конфлікту загинуло, втекло або було навернуто в рабство майже все венеційське населення острова, а також багато греків, в цілому близько 56 000 осіб. Для відшкодування втрат султан наказав поселити на Кіпрі 20 000 мусульман. Так на острові з'явилися перші турки-кіпріоти.

## Релігія
Після османського завоювання багато католиків і православних формально прийняли іслам, але потай продовжували сповідувати християнство. Втім перехід в іслам серед місцевих греків хоч і мав місце, але в набагато менших масштабах, ніж на навіть Криті, завойованому османами набагато пізніше. Мусульмани тут продовжували залишатися в явній меншості навіть після століть османської влади.